# 효의왕후
효의왕후 김씨(孝懿王后金氏, 1753년 12월 25일(음력 12월 13일) ~ 1821년 3월 29일(음력 3월 9일))는 조선 정조의 왕비로 본관은 청풍(淸風)이다. 시호와 존호는 장휘예경자수효의왕후(莊徽睿敬慈粹孝懿王后)이다. 1899년 고종황제가 정조를 선황제(宣皇帝)로 추존함과 동시에 효의선황후(孝懿宣皇后)로 추존하게 된다.

## 생애
아버지는 청원부원군(淸原府院君) 김시묵(金時默)이고, 어머니는 당성 부부인(唐城府夫人) 홍씨이다.
정조의 배필이 된 까닭은 그녀가 현종비 명성왕후의 친정 집안인 청풍 김씨라는 것이 크게 작용하였다. 명성왕후가 숙종을 낳았듯이, 정조의 배필이 되어 후손을 낳기를 바라는 영조의 뜻이었다. 그녀가 세손빈 된 후 그녀의 사촌여동생도 시모인 헌경왕후(혜경궁 홍씨)의 남동생과 혼인하여 왕실의 이중삼중으로 인척관계를 형성하게 된다. 9세인 1761년(영조 37년) 삼간택을 거쳐 별궁으로 들어갔으나 천연두를 앓아 이듬해 1762년(영조 38년) 2월 10세에 11세인 세손과 가례를 올려서 세손빈(世孫嬪)이 되었다.
임오화변 때 영조가 헌경왕후와 효의왕후에게 제각기 사가로 가라고 명하였으나, 효의왕후가 사가로 가지 않고 시어머님(헌경왕후: 혜경궁홍씨) 이 계신 곳에 있기를 원하였다. 그러자 영조가 그 말을 듣고 매우 착하게 여기어 같이 헌경왕후의 사가로 나가라고 허락하였는데, 얼마 안 되어 다시 들어오라고 명하였다. 이때 효의왕후가 어린아이로 어려운 때를 당하여 차분하게 조신과 처사를 올바르게 하였으므로, 이와 같이 영조의 환심을 산 것이다.
1776년 정조가 즉위하면서 왕비로 책봉되었고, 슬하에 소생은 없고 순조를 친아들처럼 아꼈다. 정조 승하 후 순조가 왕위에 오르자 대비에 봉해졌다. 효심이 깊어 정순왕후, 혜경궁을 극진히 모셨다. 69세의 일기로 창경궁 자경전(慈慶殿)에서 승하하였고 정조와 함께 합장한 건릉(健陵)에 능이 있다. 사후 시호는 예경자수효의왕후(睿敬慈粹孝懿王后)였다가 고종때 장휘(莊徽)의 존호가 추시되었고, 1898년 대한제국 때 선황후(宣皇后)로 추존되었다.

## 정조와의 금슬
세손이 본디 성품이 담담하여 빈궁과 금실이 친밀치 못하신데다가,
정처(鄭妻, 화완옹주)가 손에 화와 복을 쥐고 앉아 죽음을 마다않고 세손의 부부 사이를 말리니,
설사 화락하고자 하신들 어찌 감히 하실 수 있으리오.

이리 하여서는 후사를 볼 가망이 없으니,
 아버지께서는 세손 부부가 금실이 좋아져 쉬 원자 생산하시기를 밤낮으로 빌고 비시니라.
그리고 아버지께서 궁궐에 들어와 세손을 뵐 때면 "그리 마소서" 간절히 간언하시고,
다른 형제들도 근심과 탄식이 측량할 수 없더라.
정처(화완옹주)는 두 분 사이를 그토록 금하면서도 행여 빈궁이 아들을 낳으실까 겁을 냈고,
귀주네(화완옹주의 시댁)는 또 밖으로 말을 지어놓기를

"세손께서 아들 못 낳을 병환이 계시다" 하여 더욱 인심을 요란케 하니,
그 심술은 이제 생각해도 흉악하도다.— 혜경궁 홍씨, 《한중록》

정조와 효의왕후의 금슬은 세손 시절 상기 이유 등으로 친밀 할 수가 없었다. 그러나,
... (정조 왕위 재임 이후 시기를 거친 후)
중전과 관계를 회복하시어 부부 화락하시며....

— 혜경궁 홍씨, 《한중록》 '정조의 효우' 편

이후 (세손 시절부터 본인들과 부부관계를 위협하던 주변 요소들이 사라지면서) 부부관계가 점차적으로 회복 된 것을 알 수 있다.

## 정조와의 결혼 시기에 대해
1761년 겨울에 세손빈 간택을 하니...(중략)...세손빈(효의왕후)이 재간택 후에 즉시 천연두를 앓으시고, 뒤이어 세손(정조)이 앓으시니라. 증세가 극히 순하긴 하나, 삼간택이 가까운데 세손 부부가 연하여 큰 병환을 지내시니...(중략)... 세손의 천연두는 1761년 11월 그믐에 시작하여 12월 10일 즈음 나으니, 이 일이 보통 집이라도 기쁘리니 이는 나라의 경사가 아니냐...(중략)...하늘과 조상이 몰래 도우셔 세손과 세손빈이 차례로 천연두를 보내니, 또한 드문 일이오, 나라에 전에 없던 경사라. 12월에 삼간택을 하고 1762년 2월 초2일에 가례를 행하니, 막대한 경사 가운데 일마나 조심하고 마음 쓰던 일이야 어찌 다 기록하리오— 혜경궁 홍씨,《한중록》 '정조의 결혼' 편

대게 효의왕후가 천연두를 앓아 가례가 일년이나 미뤄졌다는 설이 있는데 이는 잘못된 정보다. 정조와 효의왕후가 재간택 후 11월에 둘 다 천연두를 극히 순하게 앓으시고 (치사율이 굉장히 높은 병이라) 주변의 걱정 중에 다행히 빨리 쾌차하여 12월에 삼간택하고 이듬해 2월에 가례를 올렸다.

## 대신의 문후와 약원의 문안 문제
1782년(정조 6년), 이택징·이유백의 상소에서 효의왕후에 대한 문후를 지적하는 기록이 있는데 이에 대한 정조의 말.
문후(問候)하는 한 조항에 이르러서는 경 등은 조정에 벼슬한 지 이미 오래 되었고 지위가 여기에 이르렀으니, 어찌 혹시라도 고례(故例)를 모르고서 전에 없던 일을 창출했을 리가 있겠는가? 당후(堂后)의 일기(日記)를 상고하여 보면 애당초 개략적인 것도 볼 수 없을 뿐만이 아니라, 약원(藥院)에 계사(啓辭)되어 있지 않으며, 열성조(列聖朝)에서 전래된 고규(古規)에도 본디 이미 행해진 전례가 없으니, 경 등에게 무슨 인혐해야 할 의의가 있겠는가? 이것을 가지고 다시 일삼아 제설(提說)하지 않는 것이 가하다.

그리고 그의 두 번째 상소에서 비록 선조(先朝) 때 입시하였을 적에 귀로 들었다고 하였지만, 그가 조정에 벼슬한 이후의 행적에 대해 《정원일기(政院日記)》를 거슬러 고열(考閱)하여 보았는데, 당초 곤전(坤殿)의 문후(問候)에 관련된 연석(筵席)에 참여한 적이 없었다. 따라서 그가 이른바 직접 들었다는 것은 어느 곳에서 들었는지 알 수가 없다. 그런데도 이제 이에 더없이 중한 일을 이처럼 군부(君父) 앞에서 질언(質言)하기를 조금도 망설이지 않을 수 있단 말인가? 세도(世道)가 여기에 이르렀고 인심이 여기에 이르렀으니, 두루 돌아보고 생각하여 봄에 모두 내 스스로 반성해야 할 것들이었다. 내가 과연 스스로 반성하기에 급급하여 우선 이 일에 대해 흑백(黑白)을 가릴 겨를이 없으니, 경 등은 불가불 나의 이런 뜻을 알아야 한다. 경 등은 이에 대해 다시 무슨 일푼이나마 편안하기 어려운 마음이 있을 수 있겠는가? 대의(大義)가 달려 있는 것이어서 관계되는 것이 지극히 중하니, 경 등은 반드시 이 의의를 생각토록 하라."
하였다.— <정조실록> 1782년(정조 6년) 5월 29일

1788년(정조 12년), 정조는 약원에게 이미 아침 문안을 하였으면 저녁 문안은 하지 않아도 괜찮다는 명령을 내리는데 날짜를 보면 효의왕후의 상상임신을 알게 되고 '산실청을 철수' 하기 며칠 전에 내린 명령으로 보인다.
그 후 1796년(정조 20년), 약원 제조는 중궁전의 병증을 걱정하고 있다.
 약원 제조 심이지(沈頤之)가 아뢰기를,
“중궁전의 증후는 회기(蛔氣)인 듯한데 아직도 회복되지 않으시니 그지없이 초조하고 걱정스럽습니다. 게다가 의관 정희태(丁希泰)의 귀가 몹시 어둡기 때문에 병증을 소상히 의논하지 못해서 합당한 약제를 아직 복용하지 못하고 계시니 더욱 염려스럽습니다.”
하여, 내가 이르기를,
“회기에서 비롯된 것만은 아닌 듯하다. 거동하고 수라를 드는 것은 평상시와 같으니 지나치게 염려할 필요는 없다.”— <일성록> 1796년(정조20년) 9월19일

1801년(순조 1년) 1월과 2월, 이택징·이유백을 두 차례 언급 한 상소가 있는데 이에 대한 정순왕후의 하교.
차대(次對)하였다. 대왕 대비가 하교하기를,
"서명선(徐命善)은 일찍이 문후(問候)를 철폐하는 일을 하지 않았으니, 대간(臺諫)의 말은 진실로 지나친 것이었다."
하였는데, 영의정 심환지(沈煥之)가 말하기를,
"사가(私家)의 문적(文蹟)에는 간혹 그런 말이 있다고 하나, 상세히 알 수 없습니다. 또 그 당시에 상신(相臣)은 또한 누구인지 적실히 알지 못하며, 대계(臺啓) 가운데에서도 성명을 지적하지는 않았습니다."
하자, 대왕 대비가 하교하기를,
"그렇다면 대간이 논한 바는 서명선을 지적하여 말한 것이 아니였는가?"
하니, 심환지가 말하기를,
"그렇습니다."
하였는데, 대왕 대비가 하교하기를,
"만약 일차 문안(日次問安)을 하지 않았다면 의리가 막대하여 법으로 다스리지 않을 수 없지만 일차 문안을 이미 예에 따라 하였으니, 진실로 문안을 철폐하였다고 말할 수는 없는 것이다."— <순조실록> 1801년(순조 1년) 2월 23일

정조 사후 선대왕인 정조에 의해 이택징·이유백의 신원이 복관되고 그 당시 그들이 상소했던 것은 효의왕후를 위해 충성을 다해 진언한 것이었다고 신하들은 말하고 있는 것이다. 다만, 정조·정순왕후·심환지의 말과 일성록에서 볼 수 있듯 효의왕후에 대한 대신의 문후와 약원의 문안이 철폐된 것은 아니다.

## 상상임신
정조의 후궁 화빈 윤씨의 임신은 왕실의 첫 임신 소식이었는데 임신하자마자 미리 설치한 화빈의 산실청은 아이를 낳지 못한 채 30여개월이나 지속되었다. 이후 정조는 화빈 이후 비빈들의 임신과 출산에 공통으로 보이는 경향이 있는데 해산달이나 해산당일에야 호산청과 산실청을 설치하고 철수하는 것이다. 이러한 경향은 효의왕후의 산실청에도 동일하다. 1787년(정조 11년), 효의왕후는 임신하였다. 정조는 산실청을 설치하자는 신하들의 청을 두 번이나 거절하고 해산달에야 산실청을 설치하였다. 그러나 이후 상상임신임이 드러나 1년 뒤인 1788년(정조 12년) 음력 12월 30일, 산실청이 철수되었다. 이처럼 효의왕후의 상상임신의 경우 산실청이 철수된 기록이 실록에 남아있는데 반해 화빈 윤씨의 산실청은 철수 기록이 어디에도 없다.

## 기타
- 홍국영 일가의 인물이 지은 것으로 보인다는 고전소설 《숙창궁입궐일기》에 등장한다. 후궁 원빈 홍씨의 입궐과정을 그린 이 소설에서 원빈이 입궐하여 효의왕후를 만나려 하자 효의왕후는 유월의 더위를 핑계로 회피한다. 김대비(정순왕후)는 중전에 대한 인사가 늦어지자 입궐한 돈녕부인(홍낙춘의 처)을 설득한다. 왕(정조)은 첩을 들이는 심정과 같고, 중전 역시 인사를 미루다가 마지못해 납폐례를 받고 대비전과 혜경궁에게 예를 드린 후 입궐의식이 끝난다. 혜경궁은 효의왕후 쪽인 인상을 준다.[11]
  - 홍국영이 효의왕후의 음식에 독을 넣으려다 실패해 몰락했다는 야사가 전하나 정확한 근거는 없다.
- 1775년(영조 51년), 정후겸 홍인한 화완옹주는 왕세손(정조)의 대리청정을 극력 반대했다.[12] 1776년(영조 52년) 2월 28일 왕세손(정조)은 왕세손빈(효의왕후)의 아버지 김시묵에 대해, 김시묵은 반드시 화완에게 청하여 홍인한을 정승이 되게 하려고 하였고, 홍인한은 또 정후겸에게 비밀히 부탁하여 김시묵을 평안 감사(平安監司)가 되게 하려고 하였다. 김시묵이 또 일찍이 나에게, 홍인한이 그 형보다 나으니 정승을 삼을 만하다고 하였다.[13]
  - 1792년(정조16년) 2월 17일, 정조는 승지를 보내어 청원부원군 김시묵의 묘소에 제사를 올리게 하였다.[14]
  - 1792년(정조 16년) 9월 11일, 정조는 승지를 보내어 효의왕후 부모의 묘소를 보고 치제하고 제문을 지어 올리게 하였다. 전교하기를, “청원부원군 및 의춘부부인과 당성부부인은 바로 내전(內殿)의 고비(考妣)이다. 봉역(封域)이 눈에 들어오는데 어찌 그냥 지나갈 수 있겠는가. 승지를 보내 내일 치제하게 하고, 제문은 지제교로 하여금 지어 올리게 하라." 하였다.[15]
  - 1793년(정조 17년) 12월 27일, 정조는 예관을 보내서 청원 부원군 김시묵의 사당에 내일 치제하라 하였다.[16]
  - 정조의 문집 《홍재전서》 제22권에 당성부부인 치제문이 있다.[17]
- 문효세자의 사당인 문희묘가 완성된 다음 날 효의왕후가 묘에 임하고 환궁했다. 1789년(정조 13년) 4월 26일, 진시(辰時)에 내전(內殿)이 묘에 임하였다. 예를 마치고 환궁(還宮)하였다.[18]

## 가계
본가 청풍 김씨(淸風 金氏)
- 양조부 : 증 영의정 효정공 김성집(贈 領議政 孝靖公 金聖集)
- 양조모 : 전주 이씨(全州 李氏) - 임원군 이표(林原君 李杓)의 딸
- 친조부 : 병조판서 증 좌찬성 효정공 김성응(兵祚判書 贈 左贊成 孝靖公 金聖應, 1699~1764)
- 친조모 : 남양 홍씨(南陽 洪氏) - 홍우녕(洪禹寧, 1660~1717)의 딸
  - 아버지 : 좌참찬 증 영의정 청원부원군 정익공 김시묵(左參贊 贈 領議政 淸原府院君 靖翼公 金時默, 1722~1772)
- 외조부 : 통덕랑 남직관(通德郞 南直寬, 1692~1761)
- 외조모 : 함양 여씨(咸陽 呂氏) - 호조참판 돈녕부지사 여필용(戶曹參判 敦寧府知事 呂必容, 1655~?)의 딸
  - 어머니 : 증 의춘부부인 의령 남씨(贈 宜春府夫人 宜寧 南氏, 1721~1746)
    - 이복오빠 : 공조참의 김기대(工曹參議 金基大, 1738~1777)
- 외조부 : 성천진관병마절제도위 홍상언(成川鎭管兵馬節制都尉 洪尙彦, 1701~1763)
- 외조모 : 의성 김씨(義城 金氏) - 김재중(金載重)의 딸
  - 친어머니 : 당성부부인 남양 홍씨(唐城府夫人 南陽 洪氏, ?~1791)
    - 친오빠 : 김기종(金基種)

- - 시아버지 : 추존왕 장조의황제(莊祖懿皇帝, 1735~1762)
  - 시어머니 : 헌경의황후 홍씨(獻敬懿皇后 洪氏, 1735~1815)
    - 남편 : 제22대 정조선황제(正祖宣皇帝, 1752~1800)

## 효의왕후가 등장한 작품

### 드라마
- 1988년 MBC 드라마 《조선왕조 오백년 - 한중록》 - 이잎새(이도은)
- 1989년 MBC 드라마 《조선왕조 오백년 - 파문》 - 이휘향
- 1998년 MBC 드라마 《대왕의 길》 - 이애정
- 2007년~2008년 MBC 드라마 《이산》 - 박은혜

### 영화
- 2014년 영화 《사도》 배우: 이현정

### 네이버 웹소설
- 2019년《간택 - 왕들의 향연》- 김이레 역